# Ів Гуйо
Ів Гуйо́ (фр. Yves Guyot; 6 вересня 1843 — 1928) — французький політичний діяч та економіст.
Народився в Дінані. Отримав освіту в Ренні, обрав професію журналіста коли переїхав до Парижу в 1867 році. Деякий час був головним редактором «L'Independent du midi» в Німі, але приєднався до «Le Rappel» від моменту заснування, також працював в інших журналах, зокрема, редактором «Journal des Économistes.» Був президентом паризької Société des Économistes, членом британського Клубу ім. Кобдена та Королівської спільноти Статистів (англ. Royal Statistical Society), та Американської Академії політичних та соціальних наук.
1957 року в листі Людвігу фон Мізесу професор А. Басте (англ. A. Bastet) назвав Мізеса наступником «нашого майстра Іва Гуйо» — котрий, в свою чергу, був наступником Густава де Молінарі. А Молінарі був наступником великого «прото-Австрійця» Фредеріка Бастіа.
Ів Гуйо брав активну участь в міському житті, організував кампанію проти префектури поліції, через яку потрапив на шість місяців до в'язниці. У часи Третьої Республіки, був обраний до Паризької муніципальної палати від Першого округу Парижу. 1885 року обраний до Національної палати Представників та був головним доповідачем по бюджету 1888 року. Був призначений міністром громадських робіт в уряді П'єра Тирара в 1889 році, залишився на посаді в уряді Шарля Фрейсіне до 1892 року.

## Праці
Незвачажючи на дотримання ліберальних поглядів, втратив посаду на виборах 1893 року через своє войовниче ставлення проти соціалізму. Будучи безкомпромісним прибічником вільної торгівлі написав та надрукував такі праці:
- La Comédie protectionniste (1905; перекладена англ. The Comedy of Protection — комедія протекціонізму)
- La Science économique (1 видання 1881; 3-тє видання 1907)
- La Prostitution (1882)
- La Tyrannie socialiste (1893),
- Un Fou (1884), Marpon
- Le Bilan Social Et Politique De L'Eglise (1901; Соціально-політичний баланс (католицької) Церкви),
- Les Conflits du travail et leur solution (1903)
- La Démocratie individualiste (1907)
- L'abc du libre-échange (1913).

Англійською були перекладені та надруковані:
- Principles of Social Economy (1892)
- The Tyranny of Socialism (1893) — одна з декількох книжок кінця XIX початку XX століття, в яких піддано критиці соціалізм. В цій книзі, згідно з традицією Фредеріка Бастіа Гуйо критикує та спростовує так звані «соціалістичні софізми, соціалістичне законодавство, страйки, субсидії підприємствам, та зв'язок між мілітаризмом, протекціонізмом, та соціалізмом».
- Boer Politics
- The sugar question (1901)
- The Comedy of Protection (1906)
- Economic Prejudices (1910)
- Socialistic Fallacies (1910) — в книзі описано коротку історію соціалістичних ідей та піддано критиці Марксистський соціалізм.
- Where and Why Public Ownership has Failed (1912) — на основі свого досвіду на посаді Міністра Громадських робіт, розглядає відмінності між приватними та державними організаціями. Як приклади обрано залізницю, трамваї, муніципальне житло та різні державні монополії; на цих прикладах показано негативні наслідки, такі як безлад, корупція та марнотратство.
- The causes and consequences of the war (1916)

Також написав некролог Молінарі (M. G. de Molinari, 1912).